# 伊勢中川駅
伊勢中川駅（いせなかがわえき）は、三重県松阪市嬉野中川新町一丁目にある、近畿日本鉄道（近鉄）の駅。

## 利用可能な鉄道路線
- 近畿日本鉄道
  - 大阪線 - 駅番号はD61。
  - 名古屋線 - 駅番号はE61。
  - 山田線 - 駅番号はM61。

大阪線は当駅が終点、名古屋線と山田線は当駅が起点である。以前は単に「中川駅」とアナウンスされていたことがあり、車両の方向幕も「中川」表記とされている場合がある。
近鉄の駅ナンバリングは、京都駅 - 吉野駅・近鉄奈良駅・賢島駅のルートを基準に付番されるため、当駅を通る各路線の駅番号は京都駅からの通し番号になっており、名古屋線はE44 - E60が欠番となっている。

## 歴史
- 1930年（昭和5年）
  - 5月18日：参宮急行電鉄本線の当駅 - 松阪間および津支線の当駅 - 久居間開通時に参急中川駅として開業[1]。
  - 11月19日：本線の当駅 - 佐田（現・榊原温泉口）間が開通[1]。
- 1938年（昭和13年）12月6日：津支線を1067mm軌間に改軌[1]。
- 1941年（昭和16年）3月15日：大阪電気軌道が参宮急行電鉄を合併、関西急行鉄道が発足[1]。駅名を伊勢中川駅に改称[2]。同時に線路名称が整理され、本線は当駅を境に名張方面は大阪線、宇治山田方面は山田線となり、津支線は旧伊勢電気鉄道線である名古屋伊勢本線の一部と統合して名古屋線となる[3]。
- 1944年（昭和19年）6月1日：関西急行鉄道が南海鉄道と合併、近畿日本鉄道の駅となる[1]。
- 1959年（昭和34年）11月27日：名古屋線を標準軌に改軌[1]。大阪線・山田線と直通可能となるように配線を変更。
- 1961年（昭和36年）3月29日：中川短絡線が開通し、伊勢中川駅を経由せずに大阪線と名古屋線を結ぶ特急が運転を開始[1]。
- 1972年（昭和47年）9月18日：構内地下道・乗降場増設工事竣工。
- 2001年（平成13年）2月1日：ストアードフェアシステムの導入および大阪地区における「スルッとKANSAI」対応カードの取り扱い開始に伴い、当駅における「途中下車指定駅」の制度が廃止される。
- 2004年（平成16年）1月10日：地下駅舎化・自動改札機設置。
- 2007年（平成19年）4月1日：PiTaPa使用開始[4]。
- 2012年（平成24年）1月21日：新中川短絡線の供用開始。
- 2018年（平成30年）：反転フラップと旧型液晶ディスプレイ『ブラウン管→薄型液晶ディスプレイ』を併用してきたが、2010年代中半に故障が生じるなどとして、ダイヤ改正前に小型の最新型液晶ディスプレイ(LCD)に置き換えられた。これと同時に特急の乗車案内放送のマイナーチェンジに英語放送が追加された。2020年頃に英語の特急乗車案内放送のみマイナーチェンジされた。

## 駅構造
5面6線のホームを持つ地上駅。改札口・コンコースは地下に、ホームは地上にある。改札口は1ヶ所。駅の下を東西に走る地下道があり（歩行者通行専用）、そこに改札口が設けられる。東西両口から地下道へ降りる際には、エスカレータ・エレベーターとスロープも設置されており、地下改札内と各ホームの間には階段とエレベーターがある。
駅長が置かれ、大阪線の東青山駅から当駅間と、山田線の当駅から東松阪駅間を管理している。

### のりば
東側から以下のようにホームが並んでいる。線路は1番線から6番線まである。
- 1・2番線ホーム（島式、2番線は普通列車の降車限定）
- 2・3番線ホーム（島式）
- 3・4番線ホーム（島式）
- 4・5番線ホーム（島式）
- 6番線ホーム（単式）

以上のように、1 - 5番線間には全てホームがあり、2 - 4番線は両側をホームで挟まれる構造になっている。これは、かつて名古屋線が狭軌であった当時に名古屋線・大阪線間の乗り継ぎをスムーズにするための名残であるが、現在も両側の扉を開いて複数の乗り換えに対応させたり、停車中の列車を通り抜けてホーム間を平面移動できる。
3・4番線の列車は両扉扱いを実施。名古屋線・大阪線間の特急・急行での乗り継ぎの大多数は同一ホーム上で可能である。2番線については普通列車発着時のみ1番線側から降車できる。なお、唯一単式ホームとなっている6番線は早朝・深夜帯を除く大阪線の普通列車が主として発着する。ホーム有効長は1番線と2番線の東側と6番線が4両、2番線の西側から5番線が10両。
| のりば  | 路線       | 行先                           | 備考                                                                         |
| ------- | ---------- | ------------------------------ | ---------------------------------------------------------------------------- |
| 1・2・3 | M 山田線   | 賢島方面                       | 1番のりばは一部の普通列車のみ                                                |
| 4・5    | E 名古屋線 | 近鉄名古屋方面                 | 一部の当駅始発列車は2・3番のりば 一部の当駅始発普通列車は1番のりばからも発車 |
| 4・5・6 | D 大阪線   | 名張・大阪上本町・大阪難波方面 | 6番のりばは普通列車のみ 一部の当駅始発列車は2・3番のりば                     |

付記事項
- 大阪方面からは1・2・3・6番線（本線扱いは3番線）、名古屋方面からは1・2・3番線（本線扱いは2番線）、賢島方面からは4・5・6番線（本線扱いは5番線）へ入線することが可能である。
- 大阪・名古屋方面へは1 - 6番線全てから、賢島方面へは1 - 3番線から発車することが可能である。

### 配線図
|                                                                                          | ↑ 近鉄名古屋                         |            |
| ← 中川短絡線                                                                             | 近畿日本鉄道 伊勢中川駅 構内配線略図 | → 宇治山田 |
|                                                                                          | ↓ 大阪上本町                         |            |
| 凡例 出典:、および、 1・2番ホームの2番のりば（白線クロスハッチ部分）は普通列車の降車専用 |                                      |            |

#### 中川短絡線

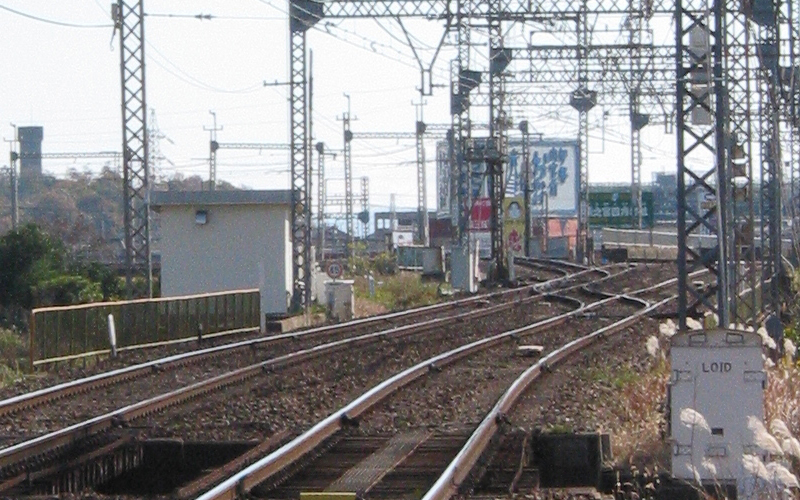
宮古分岐と中川短絡線（大阪上本町側より）

駅構内西側に大阪線と名古屋線の各本線を短絡し、大阪上本町方面と近鉄名古屋方面間を方向転換なしで直通できる単線の短絡線通称中川短絡線（なかがわたんらくせん）がある。
短絡線は当駅の一部であり、独立した路線ではなく、信号場ですらない。近鉄路線図では当駅を通らない別線として描かれているが、短絡線を経由する列車は当駅ホームのある部分を通らないものの「当駅を経由」していることになり、運賃計算においても当駅経由と何ら違いがない。
なお、大阪方の分岐点は「宮古分岐」、名古屋方の分岐点は「黒田分岐」の名称がある。
短絡線の敷設以前、名阪特急は当駅ホーム部分で方向転換しており、運転停車を行っていた。この不便を避ける目的で、方向転換せず名阪特急の運転を可能とする為に敷設された。名古屋線の改軌工事に関連し、当初は久居駅付近から川合高岡駅付近に4.7kmの新路線建設を計画、1959年2月に免許を得た。だが、用地買収の困難さや雲出川架橋などの出費を考慮して、結果伊勢中川駅の東側付近に延長420m、半径160mの曲線状の単線を敷設することに決定した（新路線計画は1963年1月に起業廃止）。
1961年3月29日に使用を開始。当初は名阪甲特急（いわゆるノンストップ特急）のみが短絡線を利用し、名阪乙特急（沿線主要駅停車の特急）は従来どおり伊勢中川駅でスイッチバックを行っていたが、1963年3月21日から乙特急も短絡線を使用するようになった。このため、同日をもって特急車の編成の向きは大阪線基準から名古屋線基準へと変更された（1961年3月29日より1963年3月21日までは名阪甲特急の編成の向きが名古屋線内で逆転していた）。乗客を乗せた状態での通過は名阪特急のみだが、この他にも、団体用車両の編成の向きを定位に戻す際や、奈良線系統用の一般車両を大阪線や名古屋線に配置転換する際に、パンタグラフの向きの関係で方向転換する目的で、短絡線を含む当駅のデルタ線を利用している場合がある。
急カーブを徐行することから時間短縮効果は高くないが、座席の向きを変える手間を解消させるサービス面での効果が得られた。
1961年に完成した短絡線には、雲出川の支流である中村川を跨ぐコンクリート橋梁の部分があるが、この構造は中村川の治水に不十分であった。そのため国土交通省の補助を受けて橋梁の架け替え工事を2002年から行い、2012年1月21日に完成して供用を開始した。これにより橋梁部分の改良のみならず、短絡線の曲線半径が半径160mから半径200mへと大きくなった。

#### 運用形態
近鉄の特急車の「向き」は、前述の通り、1963年3月21日以降は中川短絡線を通る名阪特急を基準にしており、大阪線と名古屋線を直通する特急車は必ず中川短絡線を経由し、伊勢中川駅ではスイッチバックしない。この関係上、名阪特急に充当される特急車は伊勢中川 - 賢島間において大阪線系統の特急（阪伊・京伊特急）と名古屋線系統の特急（名伊特急）で編成の「向き」が異なる（系統によって1号車の位置が異なる）。この編成の「向き」が逆転しないよう、原則として伊勢志摩地域を発着する特急の折り返し運用において、名伊特急と阪伊・京伊特急が入れ替わる運用は設定されないが、例外的に1980年代の一時期のみ深夜に京伊→名伊乙特急、その折返しに早朝名伊乙→京伊特急での運用があったが、この場合は名古屋線内での編成の向きが異なっていた。
2018年3月16日まで大阪線から名古屋線に名実ともに直通する唯一の一般列車であった「名張発近鉄名古屋行き」急行は、直通に際してこの短絡線を使用せず、当駅に停車して方向転換を行ったのち、名古屋線に入線していた。

### 駅設備面の特徴
- PiTaPa・ICOCA対応の自動改札機および自動精算機（回数券カードおよびICカードのチャージに対応）が設置されている。
- 窓口および専用の自動券売機で特急券の購入が可能で[16]、4・5番線ホームには売店が設置されている[16]。定期券は黒の券売機で購入が可能で、窓口による定期券サポートにも対応する[17]。
- 2004年に完成した駅改良工事前は6番線ホームの大阪・名古屋寄りに駅舎があった。また6番線ホームは以前は宇治山田寄りに伸びていたが、駅改良工事と同時に短縮された。

## 停車列車
- 甲特急や名阪特急、観光特急「しまかぜ」を除いた全定期旅客列車が停車する[18][19]。
- 特急列車と快速急行の全列車および一部の急行は全て山田線宇治山田駅、鳥羽線五十鈴川駅・鳥羽駅に直通し[18][19]、早朝・夜間に各1本の名古屋線白塚駅 - 志摩線賢島駅直通の普通列車、平日朝に1本の山田線宇治山田駅始発白塚行き普通列車、早朝に1本の明星駅始発大阪線名張行き普通及び深夜の名張駅始発明星行き普通列車を除いて、普通列車の大多数が当駅で系統分割されている[18][19]。このため、名古屋と大阪の間を特急列車を使わずに近鉄線で移動しようとするとほぼ当駅で乗り継ぎすることとなる。
- 宇治山田、五十鈴川、鳥羽方面からの名古屋線急行は、当駅から江戸橋駅まで各駅に停車する[20][19]。
- 大阪線、名古屋線、山田線からの折り返し列車が多数設定されており、各系統の折り返し拠点となっている。
  - 名古屋方面へは、朝と午後以降に当駅折り返しの急行および普通列車が設定されている[19]。
  - 賢島方面へは終日、当駅折り返しの賢島駅発着の普通列車が、朝・夕方の一部に当駅 - 宇治山田駅・鳥羽駅間の普通列車が設定されている[19]。
  - 大阪方面へは名張駅・青山町駅・東青山駅から当駅折り返しの普通列車が終日毎時2本、朝と夕方以降に当駅折り返しの大阪方面行き急行が設定されている[18]。
- 当駅で特急待避を行うのは大半が普通列車であるが、急行の特急待避もわずかながら存在する[19]。他に当駅で車両の増結・解放を行う列車や、一旦当駅止まりとなって到着した列車が種別・行先変更を行って継続運転する列車もある。

## 当駅乗降人員
近年の1日乗降人員を以下に示す。
- 2024年11月12日：6,545人
- 2023年11月7日：6,343人
- 2022年11月8日：6,254人
- 2021年11月9日：5,951人
- 2018年11月13日：7,264人
- 2015年11月10日：7,229人
- 2012年11月13日：6,876人
- 2010年11月9日：7,058人
- 2008年11月18日：7,323人
- 2005年11月8日：6,843人

## 利用状況
「三重県統計書」によると、近年の1日平均乗車人員は以下の通り。この数字には各線の乗り換え客は含まれていない。
| 年度   | 1日平均 乗車人員 |
| ------ | ---------------- |
| 1997年 | 3,420            |
| 1998年 | 3,292            |
| 1999年 | 3,274            |
| 2000年 | 3,298            |
| 2001年 | 3,291            |
| 2002年 | 3,307            |
| 2003年 | 3,293            |
| 2004年 | 3,370            |
| 2005年 | 3,529            |
| 2006年 | 3,660            |
| 2007年 | 3,784            |
| 2008年 | 3,803            |
| 2009年 | 3,715            |
| 2010年 | 3,696            |
| 2011年 | 3,695            |
| 2012年 | 3,708            |
| 2013年 | 3,855            |
| 2014年 | 3,821            |
| 2015年 | 3,959            |
| 2016年 | 4,071            |
| 2017年 | 4,136            |
| 2018年 | 4,172            |
| 2019年 | 4,269            |
| 2020年 | 2,892            |
| 2021年 | 2,932            |
| 2022年 | 3,309            |
| 2023年 | 3,584            |

- 伊勢中川駅の利用状況の変遷を下表に示す。
  - 輸送実績（乗車人員）の単位は人であり、年度での総計値を示す。年度間の比較に適したデータである。
  - 乗降人員調査結果は任意の1日における値（単位：人）である。調査日の天候・行事等の要因によって変動が大きいので年度間の比較には注意を要する。
  - 表中、最高値を赤色で、最高値を記録した年度以降の最低値を青色で、最高値を記録した年度以前の最低値を緑色で表記している。

| 年度別利用状況（伊勢中川駅） | 年度別利用状況（伊勢中川駅）         | 年度別利用状況（伊勢中川駅）         | 年度別利用状況（伊勢中川駅）         | 年度別利用状況（伊勢中川駅）         | 年度別利用状況（伊勢中川駅） | 年度別利用状況（伊勢中川駅） | 年度別利用状況（伊勢中川駅） |
| 年 度                        | 当駅分輸送実績（乗車人員）：人／年度 | 当駅分輸送実績（乗車人員）：人／年度 | 当駅分輸送実績（乗車人員）：人／年度 | 当駅分輸送実績（乗車人員）：人／年度 | 乗降人員調査結果 人／日      | 乗降人員調査結果 人／日      | 特 記 事 項                  |
| ---------------------------- | ------------------------------------ | ------------------------------------ | ------------------------------------ | ------------------------------------ | ---------------------------- | ---------------------------- | ---------------------------- |
| 年 度                        | 通勤定期                             | 通学定期                             | 定期外                               | 合 計                                | 調査日                       | 調査結果                     | 特 記 事 項                  |
| 1950年（昭和25年）           | 241,170                              | ←←←←                                 | 222,164                              | 463,334                              |                              |                              |                              |
| 1951年（昭和26年）           | 275,520                              | ←←←←                                 | 238,551                              | 514,071                              |                              |                              |                              |
| 1952年（昭和27年）           | 306,000                              | ←←←←                                 | 236,579                              | 542,579                              |                              |                              |                              |
| 1953年（昭和28年）           | 275,010                              | ←←←←                                 | 263,190                              | 538,200                              |                              |                              |                              |
| 1954年（昭和29年）           | 298,680                              | ←←←←                                 | 282,628                              | 581,308                              |                              |                              |                              |
| 1955年（昭和30年）           | 300,300                              | ←←←←                                 | 280,926                              | 581,226                              |                              |                              |                              |
| 1956年（昭和31年）           | 317,940                              | ←←←←                                 | 294,056                              | 611,996                              |                              |                              |                              |
| 1957年（昭和32年）           | 351,180                              | ←←←←                                 | 263,657                              | 614,837                              |                              |                              |                              |
| 1958年（昭和33年）           | 352,560                              | ←←←←                                 | 314,402                              | 666,962                              |                              |                              |                              |
| 1959年（昭和34年）           | 381,660                              | ←←←←                                 | 310,240                              | 691,900                              |                              |                              |                              |
| 1960年（昭和35年）           | 439,650                              | ←←←←                                 | 299,657                              | 739,307                              |                              |                              |                              |
| 1961年（昭和36年）           | 518,580                              | ←←←←                                 | 295,622                              | 814,202                              |                              |                              |                              |
| 1962年（昭和37年）           | 582,030                              | ←←←←                                 | 306,001                              | 888,031                              |                              |                              |                              |
| 1963年（昭和38年）           | 620,280                              | ←←←←                                 | 298,585                              | 918,865                              |                              |                              |                              |
| 1964年（昭和39年）           | 702,510                              | ←←←←                                 | 302,213                              | 1,004,723                            |                              |                              |                              |
| 1965年（昭和40年）           | 733,290                              | ←←←←                                 | 306,760                              | 1,040,050                            |                              |                              |                              |
| 1966年（昭和41年）           | 706,050                              | ←←←←                                 | 283,360                              | 989,410                              |                              |                              |                              |
| 1967年（昭和42年）           | 747,430                              | ←←←←                                 | 284,300                              | 1,031,730                            |                              |                              |                              |
| 1968年（昭和43年）           | 762,570                              | ←←←←                                 | 323,071                              | 1,085,641                            |                              |                              |                              |
| 1969年（昭和44年）           | 771,420                              | ←←←←                                 | 339,410                              | 1,110,830                            |                              |                              |                              |
| 1970年（昭和45年）           | 855,060                              | ←←←←                                 | 373,796                              | 1,228,856                            |                              |                              |                              |
| 1971年（昭和46年）           | 857,460                              | ←←←←                                 | 406,205                              | 1,263,665                            |                              |                              |                              |
| 1972年（昭和47年）           | 876,600                              | ←←←←                                 | 436,289                              | 1,312,889                            |                              |                              |                              |
| 1973年（昭和48年）           | 896,640                              | ←←←←                                 | 476,071                              | 1,372,711                            |                              |                              |                              |
| 1974年（昭和49年）           | 918,120                              | ←←←←                                 | 504,371                              | 1,422,491                            |                              |                              |                              |
| 1975年（昭和50年）           | 928,100                              | ←←←←                                 | 486,165                              | 1,409,265                            |                              |                              |                              |
| 1976年（昭和51年）           | 887,280                              | ←←←←                                 | 461,872                              | 1,349,152                            |                              |                              |                              |
| 1977年（昭和52年）           | 871,740                              | ←←←←                                 | 474,073                              | 1,345,813                            |                              |                              |                              |
| 1978年（昭和53年）           | 847,260                              | ←←←←                                 | 487,509                              | 1,334,769                            |                              |                              |                              |
| 1979年（昭和54年）           | 881,070                              | ←←←←                                 | 481,391                              | 1,362,461                            |                              |                              |                              |
| 1980年（昭和55年）           | 922,740                              | ←←←←                                 | 490,975                              | 1,413,715                            |                              |                              |                              |
| 1981年（昭和56年）           | 937,500                              | ←←←←                                 | 478,316                              | 1,415,816                            |                              |                              |                              |
| 1982年（昭和57年）           | 917,940                              | ←←←←                                 | 480,663                              | 1,398,603                            | 11月16日                     | 6,634                        |                              |
| 1983年（昭和58年）           | 927,510                              | ←←←←                                 | 479,889                              | 1,407,399                            | 11月8日                      | 6,759                        |                              |
| 1984年（昭和59年）           | 901,950                              | ←←←←                                 | 463,835                              | 1,365,785                            | 11月6日                      | 6,523                        |                              |
| 1985年（昭和60年）           | 906,090                              | ←←←←                                 | 463,314                              | 1,369,404                            | 11月12日                     | 6,558                        |                              |
| 1986年（昭和61年）           | 912,120                              | ←←←←                                 | 463,196                              | 1,375,316                            | 11月11日                     | 6,956                        |                              |
| 1987年（昭和62年）           | 933,990                              | ←←←←                                 | 448,776                              | 1,382,766                            | 11月10日                     | 6,681                        |                              |
| 1988年（昭和63年）           | 931,470                              | ←←←←                                 | 460,052                              | 1,391,522                            | 11月8日                      | 6,790                        |                              |
| 1989年（平成元年）           | 908,610                              | ←←←←                                 | 471,572                              | 1,380,182                            | 11月14日                     | 6,640                        |                              |
| 1990年（平成2年）            | 927,450                              | ←←←←                                 | 482,609                              | 1,410,059                            | 11月6日                      | 6,939                        |                              |
| 1991年（平成3年）            | 929,880                              | ←←←←                                 | 485,009                              | 1,414,889                            |                              |                              |                              |
| 1992年（平成4年）            | 930,810                              | ←←←←                                 | 491,598                              | 1,422,408                            | 11月10日                     | 6,937                        |                              |
| 1993年（平成5年）            | 921,030                              | ←←←←                                 | 496,003                              | 1,417,063                            |                              |                              |                              |
| 1994年（平成6年）            | 1,009,590                            | ←←←←                                 | 490,737                              | 1,500,327                            |                              |                              |                              |
| 1995年（平成7年）            | 903,090                              | ←←←←                                 | 455,875                              | 1,358,965                            | 12月5日                      | 6,392                        |                              |
| 1996年（平成8年）            | 876,030                              | ←←←←                                 | 454,502                              | 1,330,532                            |                              |                              |                              |
| 1997年（平成9年）            | 814,830                              | ←←←←                                 | 433,289                              | 1,248,119                            |                              |                              |                              |
| 1998年（平成10年）           | 783,900                              | ←←←←                                 | 417,709                              | 1,201,609                            |                              |                              |                              |
| 1999年（平成11年）           | 770,070                              | ←←←←                                 | 428,245                              | 1,198,315                            |                              |                              |                              |
| 2000年（平成12年）           | 769,890                              | ←←←←                                 | 434,026                              | 1,203,916                            |                              |                              |                              |
| 2001年（平成13年）           | 774,240                              | ←←←←                                 | 427,137                              | 1,201,377                            |                              |                              |                              |
| 2002年（平成14年）           | 778,470                              | ←←←←                                 | 428,559                              | 1,207,029                            |                              |                              |                              |
| 2003年（平成15年）           | 780,240                              | ←←←←                                 | 425,170                              | 1,205,410                            |                              |                              |                              |
| 2004年（平成16年）           | 780,060                              | ←←←←                                 | 449,872                              | 1,229,932                            |                              |                              |                              |
| 2005年（平成17年）           | 813,390                              | ←←←←                                 | 474,851                              | 1,288,241                            | 11月8日                      | 6,843                        |                              |
| 2006年（平成18年）           | 856,140                              | ←←←←                                 | 479,676                              | 1,335,816                            |                              |                              |                              |
| 2007年（平成19年）           | 884,130                              | ←←←←                                 | 500,947                              | 1,385,077                            |                              |                              |                              |
| 2008年（平成20年）           | 891,030                              | ←←←←                                 | 496,905                              | 1,387,935                            | 11月18日                     | 7,323                        |                              |
| 2009年（平成21年）           | 879,960                              | ←←←←                                 | 476,064                              | 1,356,024                            |                              |                              |                              |
| 2010年（平成22年）           | 868,590                              | ←←←←                                 | 480,359                              | 1,348,949                            | 11月9日                      | 7,058                        |                              |
| 2011年（平成23年）           | 868,980                              | ←←←←                                 | 483,516                              | 1,352,496                            |                              |                              |                              |
| 2012年（平成24年）           | 857,250                              | ←←←←                                 | 496,019                              | 1,353,269                            | 11月13日                     | 6,876                        |                              |
| 2013年（平成25年）           | 888,330                              | ←←←←                                 | 518,771                              | 1,407,101                            |                              |                              |                              |

## 駅周辺
駅としての知名度や拠点性の高さの割に閑静な駅周辺だったが、21世紀になってから駅周辺の再開発が進んでいる。これに伴い松阪市全体が人口減にある中、嬉野地域の人口は増加している。駅の西側は民営の駐車場・駐輪場、住宅などがあったが、駅前広場や銀行・マンションが建設されている。東側は水田地帯であったが、バス発着場やマンションもでき、急速に市街化が進行している。主な施設は次のとおり。
- 日本郵便嬉野中川郵便局
- 松阪市立嬉野中学校
- 松阪市立中川小学校
- 松阪市立中原小学校
- 松阪市立豊田小学校
- 松阪市立豊地小学校
- 松阪市嬉野図書館
- 嬉野ふるさと会館
- 三重県農業研究所
- 三重県農業大学校
- MEGAドン・キホーテUNY 嬉野店（旧・ピアゴ嬉野店、2023年6月27日リニューアルオープン[24]）
- 権現前駅 - JR東海名松線（南方約2.2km）
- 一志嬉野IC（伊勢自動車道）

### バス路線
松阪市コミュニティバス 三雲地域 たけちゃんハートバス
- 小舟江・三雲地域振興局・五主 方面 （1日5往復・平日のみ運行）

松阪市嬉野おおきんバス
- 上小川 行（3往復。曜日により下記2ルートを運行）
  - Aルート（月・水・金運行）：嬉野地域振興局・嬉野中学校経由、当駅前止
  - Bルート（火・木・土運行）：薬王堂病院経由、当駅を通り嬉野地域振興局が起終点

2011年8月29日にそれまでの三重交通の一般路線（72系統嬉野線）をコミュニティバスに転換した。

## その他
- 2010年12月中旬、当駅で『鉄道捜査官 伊勢鉄道引き返せない単線列車からの脱出トリック』（沢口靖子主演、テレビ朝日系列で2011年4月30日放送）のロケが行われた[25]。

## 隣の駅
近畿日本鉄道
- □特急停車駅

D 大阪線
■快速急行（下りのみ運転）・■急行
榊原温泉口駅 (D57) - 伊勢中川駅 (D61)
■普通
川合高岡駅 (D60) - 伊勢中川駅 (D61)
E 名古屋線
■急行・■普通
桃園駅 (E43) - 伊勢中川駅 (E61)
M 山田線
■快速急行（下りのみ運転）・■急行
伊勢中川駅 (E61) - 松阪駅 (M64)
■普通
伊勢中川駅 (E61) - 伊勢中原駅 (M62)